# Ebenezer Prout
Ebenezer Prout (ur. 1 marca 1835 w Oundle w hrabstwie Northamptonshire, zm. 5 grudnia 1909 w Hackney) – brytyjski teoretyk muzyki i kompozytor.

## Życiorys
W dzieciństwie pobierał lekcje gry na fortepianie, później odbył jedynie kurs u Charlesa Salamana, pozostając w znacznej mierze muzycznym samoukiem. Zgodnie z życzeniem ojca, którego marzeniem było, by syn został nauczycielem, w latach 1852–1859 odbył studia na Uniwersytecie Londyńskim. W 1854 roku uzyskał bakalaureat z filozofii. Po 1859 roku poświęcił się jednak całkowicie muzyce. Od 1861 do 1873 roku był organistą Union Chapel w Islington. W latach 1876–1890 dyrygował chórem przy Hackney Choral Association. Uczył śpiewu w szkole żeńskiej w Hackney (1859–1861) i w Crystal Palace School of Art (1861–1885). Wykładał harmonię i kompozycję w National Training School of Music (1876–1882) i Royal Academy of Music (1879–1909). Od 1894 roku był wykładowcą Uniwersytetu w Dublinie, gdzie w 1895 roku uzyskał tytuł doktora. Był redaktorem naczelnym czasopisma „Monthly Musical Record” (1871–1875), publikował też artykuły w „The Academy” (1874–1879) i „The Athenaeum” (1879–1889).
Opublikował prace Instrumentation (1894), Harmony, Its Theory and Practice (1889), Counterpoint, Strict and Free (1890), Double Counterpoint and Canon (1891), Fugue (1891), Fugal Analysis (1892), Musical Form (1893), Applied Forms (1893), The Orchestra (2 tomy, 1898–1899) i Some Notes on Bach’s Church-Cantatas (1907). Przygotował do druku edycje wybranych dzieł Henry’ego Purcella i G.F. Händla, m.in. Mesjasza. Skomponował m.in. 4 symfonie, 2 uwertury orkiestrowe, 2 koncerty organowe, kwintet fortepianowy, 2 kwartety smyczkowe, 2 kwartety fortepianowe, kantaty Hereward, Alfred i The Red Cross Knight. Zasłynął przede wszystkim jako autor podręczników poświęconych formom muzycznych, technice kontrapunktu i instrumentacji, w których nawiązywał do dorobku teoretycznego czołowych współczesnych badaczy, m.in. Hugo Riemanna. Jego twórczość kompozytorska ma znaczenie drugorzędne i po śmierci artysty popadła w zapomnienie.